# 1207
| [ Edytuj tabelę ]                 |                                                                              |
| Książę Małopolski                 | - 1202 Leszek Biały 1210                                                     |
| Książę Wielkopolski               | - 1202 Władysław III Laskonogi 1229                                          |
| Król Angkoru                      | - 1181 Dżajawarman VII 1218                                                  |
| Król Anglii                       | - 1199 Jan bez Ziemi 1216                                                    |
| Król Aragonii i hrabia Barcelony  | - 1196 Piotr II Katolicki 1213                                               |
| Książę Bawarii                    | - 1183 Ludwik I 1231                                                         |
| Margrabia Brandenburgii           | - 1205 Albrecht II 1220                                                      |
| Książę Burgundii                  | - 1192 Eudes III 1218                                                        |
| Cesarz Bizancjum                  | - 1204 Teodor I Laskarys 1222                                                |
| Car Bułgarii                      | - 1197 Kałojan 1207 - 1207 Borił 1218                                        |
| Cesarz Chin                       | - 1194 Song Ningzong 1224                                                    |
| Król Cypru                        | - 1205 Hugo I 1218                                                           |
| Król Czech                        | - 1198 Przemysł Ottokar I 1230                                               |
| Król Danii                        | - 1202 Waldemar II Zwycięski 1241                                            |
| Władca Egiptu                     | - 1199 Al-Adil 1218                                                          |
| Cesarz Etiopii                    | - 1189 Gebre Meskel 1229                                                     |
| Król Francji                      | - 1180 Filip II August 1223                                                  |
| Król Gruzji                       | - 1184 Tamara 1213                                                           |
| Cesarz Japonii                    | - 1198 Tsuchimikado 1210                                                     |
| Kalif                             | - 1180 An-Nasir 1225                                                         |
| Król Kastylii                     | - 1158 Alfons VIII Szlachetny 1214                                           |
| Patriarcha Konstantynopola        | - 1207 Michał IV Autorejan 1213                                              |
| Władca Korei                      | - 1204 Hŭijong 1211                                                          |
| Król Leónu                        | - 1188 Alfons IX 1230                                                        |
| Cesarz Łaciński                   | - 1205 Henryk Flandryjski 1216                                               |
| Kalif Maroka                      | - 1199 Muhammad an-Nasir 1213                                                |
| Król Nawarry                      | - 1194 Sanczo VII 1234                                                       |
| Król Norwegii                     | - 1204 Inge II Baardsson 1217                                                |
| Hrabia Palatynatu                 | - 1195 Henryk V z Welf 1211                                                  |
| Papież                            | - 1198 Innocenty III 1216                                                    |
| Król Portugalii                   | - 1185 Sancho I 1211                                                         |
| Sułtan Rumu                       | - 1205 Kaj Chusrau I 1211                                                    |
| Książę Rusi halickiej             | - 1206 Włodzimierz III 1207 - 1207 Roman II 1207 - 1207 Włodzimierz III 1210 |
| Książę Saksonii                   | - 1180 Bernard III 1212                                                      |
| Król Szkocji                      | - 1165 Wilhelm I 1214                                                        |
| Król Szwecji                      | - 1196 Swerker II Młodszy 1208                                               |
| Doża Wenecji                      | - 1205 Pietro Ziani 1229                                                     |
| Król Węgier                       | - 1205 Andrzej II 1235                                                       |
| Wielki mistrz zakonu krzyżackiego | - 1200 Otto von Kerpen 1208                                                  |

Rok 1207 / MCCVII
stulecia: XII wiek ~
XIII wiek ~
XIV wiek

lata: 1197 «
1202 «
1203 «
1204 «
1205 «
1206 «
1207
» 1208
» 1209
» 1210
» 1211
» 1212
» 1217

## Wydarzenia w Polsce
- Konrad I mazowiecki objął we władanie ziemię chełmińską wraz z Grudziądzem.
- Książę zwierzchni Polski Leszek Biały pod wpływem arcybiskupa Henryka Kietlicza oddał Polskę pod „opiekę” papieżowi, a później otrzymał ją z powrotem jako lenno[1].

## Wydarzenia na świecie
- 5 stycznia – papież Innocenty III wydał bullę nakazującą klerowi rzymskokatolickiemu w Polsce aby wszelkimi sposobami starał się przywrócić moralność i czystość obyczajów duchowieństwa i usunięcie z Kościoła nadużyć i gorszących zwyczajów[2].
- 2 lutego:
  - Filip Szwabski nadał biskupowi Albertowi Inflanty jako lenno Rzeszy[3].
  - na terenie dzisiejszych Estonii i Łotwy powstało księstwo Terra Mariana.
- 20 kwietnia – doszło do wielkiego pożaru Magdeburga w wyniku którego m.in. spłonęła doszczętnie miejscowa katedra.
- 4 września – zwycięstwo Bułgarów nad łacinnikami w bitwie pod Mosynopolis.

## Urodzili się
- 8 września – Sancho II, król Portugalii (zm. 1248).
- 30 września – Dżalal ad-Din Rumi, perski poeta i mistyk tworzący w Azji Mniejszej (zm. 1273).
- 1 października – Henryk III, król Anglii (zm. 1272).
- Elżbieta Węgierska, święta (zm. 1231)
- Henryk II Pobożny, książę legnicki, krakowski i wielkopolski (ur. 1196/1207; zm. 1241)

## Zmarli
- Kałojan Rzymianobójca, car bułgarski (ur. 1197).